# Aitor Paredes
Aitor Paredes Casamichana (* 29. dubna 2000 Arrigorriaga) je španělský fotbalista, který hraje jako obránce za Athletic Bilbao a španělskou reprezentaci.

## Reprezentační kariéra
Hrál za kategorie do 18, 19 a 21 let.
S reprezentací U21 se zúčastnil Mistrovství Evropy U21 2023.
Paredes debutoval za seniorskou reprezentaci dne 18. listopadu 2024 proti Švýcarsku.